# 如月琉
如月 琉（きさらぎ りゅう、1981年2月18日 - ）は、青森県出身のマジシャン。所属事務所グレープカンパニー唯一のマジシャンである。落語協会所属。出囃子は（夜と）SAMPOの『プラズマクラシックミュージック』。
代表的なマジックは、コインとグラスを用いたマジック。

## 人物
青森県大鰐町に生まれる。青森県立弘前高等学校卒業。高校時代より地元の喫茶店やバーでのマジシャンとしての活動を開始。
早稲田大学政治経済学部政治学科に入学し、東京都内のマジックバーで経験を積む。当初の芸名は「Mika-Ryu（ミカリュウ）」。東京での初めての仕事の際、最初の客が渡部篤郎と森本レオであったことが「ダウンタウンDX」出演時に語られている。
マジシャンに専念するために大学を中退。都内のマジックバーの専属マジシャンとして数年間活動していたが、2011年3月11日の東日本大震災を機に知名度を上げるためのメディア進出を考えるようになる。
2012年、芸名を如月琉に変更。
2014年、グレープカンパニーのオーディションを受け、同事務所初のマジシャンとして所属が決まる。事務所を決めた理由は、同事務所のサンドウィッチマンが東日本大震災の際に如月の出身でもある東北に多大な貢献をしたことからだった。
テレビ出演時は、正統派のマジックを演じた後、ゲストの「なんで？」に対して、「それは僕が、如月だからですよ」と答え、ゲストから顰蹙を買うところまでがお約束である。
トレードマークである緑色のジャケットは、事務所の先輩である富澤たけし（サンドウィッチマン）からの「まずは、色で覚えてもらえ」のアドバイスによる。
2020年結婚。
2023年より落語協会準会員となり、代演などで都内の定席寄席に出演している。2023年12月より落語協会正会員となった。落語協会では五代目鈴々舎馬風門下（色物としての内輪、いわゆる「馬風ファミリー」）となっている。

## 出演
- プレミアの巣窟（フジテレビ）
- ザ・マジックシアター（BSフジ）
- ザ・マジックシアター 奇跡の瞬間50連発スペシャル（BSフジ）
- ザ・マジックシアター 奇跡のコラボ神技スペシャル（BSフジ）　※同事務所の先輩である永野とのコラボマジック
- ザ・マジックシアター 凄腕マジシャン大集結スペシャル（BSフジ）　※マジックシアター1～4に全て出演しているのは如月琉のみ
- ウチくる!?（フジテレビ）
- 今夜もドル箱V→激!今夜もドル箱（テレビ東京）
- メレンゲの気持ち（日本テレビ）
- 櫻井・有吉THE夜会（TBS）
- ダウンタウンDX（日本テレビ）
- ZIP!FRIDAY（RAB青森放送）
- 24時間テレビinあおもり（RAB青森放送）
- しゃべくり007（日本テレビ）
- 東大王（TBS）
- お笑い演芸館+（BS朝日）
- 華丸大吉&千鳥のテッパンいただきます!（関西テレビ）